# Scopticus
Scopticus is een monotypisch geslacht van spinnen uit de  familie van de Thomisidae (krabspinnen).

## Soort
- Scopticus herbeus (Simon, 1895)